# Caririaçu
Caririaçu é um município brasileiro do estado do Ceará. Localiza-se na Microrregião de Caririaçu, integrante da Região Metropolitana do Cariri, mesorregião do Sul Cearense. Segundo o Instituto Brasileiro de Geografia e Estatística sua população estimada para 2018 foi de 27.095 habitantes.
É ainda a terra natal do jurista e escritor Raimundo de Oliveira Borges.

## Etimologia
O topônimo Caririaçu vem do Tupi Cariri ou Kiriri (calado, taciturno) e Assú ou Açú ou (sufixo aumentativo), uma composição que significa Caladão. Sua denominação original era São José. Em agosto de 1876, foi elevado a categoria de vila com o nome "Serra de São Pedro", depois São Pedro do Crato (alusão à cidade mãe), São Pedro do Cariri, e desde 1943, Caririassú e por fim Caririaçu.

## História
As terras da serra de São Pedro eram habitadas pelos índios Kariri, Guari, antes da chegada das entradas no interior brasileiro durante o século XVII. Os integrantes das entradas, militares e religiosos, mantiveram os primeiros contatos com os nativos, estudaram todas a região dos Cariai, catequizaram os indígenas e os agruparam em aldeiamentos ou missões. Os resultados destes contatos e descobrimentos desencadearam notícias que na região tinha ouro em abundância e em seguida desencadeou-se uma verdadeira corrida para os sertões brasileiros, onde famílias oriundas de Portugal, sonhando com as riquezas de terras inexploradas e com a esperança de encontrar o minério, que as levariam a aumentar o seu patrimônio material, além de aumentar o seu prestigio pessoal com a corte portuguesa.
A busca do metal precioso, nas ribanceiras do Rio Salgado, trouxe para a região do Sertão do Cariri, a colonização e com consequência a doação de sesmarias, o que permitiu o surgimento de lugarejos e vilas.
Ao redor da capelas de: São Francisco, São Pedro e Nossa Senhora do Carmo, criadas a partir do século XIX, surgiu o núcleo urbano que hoje chama-se Caririaçu.
Os primeiros habitantes da serra podem ter sido José Joaquim de Santana ou Miguel Cavalcante Campo, de acordo com depoimento do historiador Irineu Nogueira Pinheiro.

## Geografia

### Clima
Tropical quente entre os meses de setembro a dezembro, e relativamente mais frio nos meses de junho a agosto. Semiárido com pluviometria média de 1 198 mm, concentrados de janeiro a abril. No entanto, Caririaçu, por ser uma cidade serrana, tem um clima mais frio em relação às outras cidades da Região Metropolitana do Cariri.
| Dados climatológicos para Caririaçu | Dados climatológicos para Caririaçu | Dados climatológicos para Caririaçu | Dados climatológicos para Caririaçu | Dados climatológicos para Caririaçu | Dados climatológicos para Caririaçu | Dados climatológicos para Caririaçu | Dados climatológicos para Caririaçu | Dados climatológicos para Caririaçu | Dados climatológicos para Caririaçu | Dados climatológicos para Caririaçu | Dados climatológicos para Caririaçu | Dados climatológicos para Caririaçu | Dados climatológicos para Caririaçu |
| Mês                                 | Jan                                 | Fev                                 | Mar                                 | Abr                                 | Mai                                 | Jun                                 | Jul                                 | Ago                                 | Set                                 | Out                                 | Nov                                 | Dez                                 | Ano                                 |
| ----------------------------------- | ----------------------------------- | ----------------------------------- | ----------------------------------- | ----------------------------------- | ----------------------------------- | ----------------------------------- | ----------------------------------- | ----------------------------------- | ----------------------------------- | ----------------------------------- | ----------------------------------- | ----------------------------------- | ----------------------------------- |
| Temperatura máxima média (°C)       | 29,7                                | 28,4                                | 27,5                                | 26,9                                | 26,7                                | 26,8                                | 27,3                                | 28,6                                | 29,9                                | 30,8                                | 30,8                                | 30,5                                | 28,7                                |
| Temperatura média (°C)              | 24,5                                | 23,6                                | 23,1                                | 22,7                                | 22,2                                | 21,8                                | 21,9                                | 22,7                                | 23,8                                | 24,7                                | 25                                  | 25                                  | 23,4                                |
| Temperatura mínima média (°C)       | 19,3                                | 18,9                                | 18,7                                | 18,5                                | 17,8                                | 16,9                                | 16,5                                | 16,9                                | 17,8                                | 18,6                                | 19,2                                | 19,5                                | 18,2                                |
| Precipitação (mm)                   | 166                                 | 241                                 | 271                                 | 222                                 | 70                                  | 34                                  | 20                                  | 11                                  | 11                                  | 25                                  | 42                                  | 85                                  | 1 198                               |
| Fonte: Climate Data.                |                                     |                                     |                                     |                                     |                                     |                                     |                                     |                                     |                                     |                                     |                                     |                                     |                                     |

### Hidrografia e recursos hídricos
As principais fontes de água fazem parte da bacia do Rio Salgado, sendo elas os riachos: Damião, do Jenipapeiro, do Jupari, dos CarneirosMunlugu, Oitícica, Rosário, Samambaia, São Lourenço e outros tantos. Existem ainda diversos pequenos açudes, sendo o maior o açude Manoel Balbino. Atualmente a sede do município é abastecida com as águas do Açude Manoel Balbino (Carneiros).

### Relevo e solos
As principais elevações são:
Situado ao lado norte da Chapada do Araripe, possui dois tipos principais de solo: latossolo e sedimentar. As principais elevações são as serras: de São Pedro, do Boqueirão e Verde.
Já a bacia sedimentar se caracteriza por formar aqüíferos, existem várias fontes de água espalhadas por toda a área da chapada.

### Vegetação
A vegetação é bastante diversificada, apresentando domínios de cerradão, caatinga e cerrado.

## Subdivisão
O município é dividido em seis distritos: Caririaçu (sede), onde também se localiza a administração municipal, Feitosa (Serrote), Valência, Miragem, Primavera (São Lourenço) e Cachoeirinha.
Os principais bairros da cidade são: Pernambuquinho, Mestre Neco, Abílio Unias, Paraíso, José Agostinho, Centro, Nossa Senhora de Carmo, Bico de Arara, Palestina, Cedron, Umari e Padre Cícero.

## Economia
A base da economia local é a agricultura de sisal, algodão arbóreo e herbáceo, banana, cana-de-açúcar, milho e feijão; pecuária: bovino, suíno e avícola; e uma indústria de perfumaria, sabão e velas.
O município de Caririaçu também já foi o maior produtor de sisal (agavi) do estado do Ceará com 90% da produção do estado.

## Saúde
A taxa de mortalidade infantil média no município é de 16.9 para 1.000 nascidos vivos. As internações devido a diarreias são de 0.8 para cada 1.000 habitantes. Comparado com todos os municípios do estado, fica nas posições 51 de 184 e 110 de 184, respectivamente. Quando comparado a municípios do Brasil todo, essas posições são de 1675 de 5570 e 2710 de 5570, respectivamente. Os serviços de Urgência e Emergência são atendidos no Hospital e Maternidade Geraldo Lacerda Botelho.

## Educação
Atualmente o município de Caririaçu conta com três  escolas estaduais, são elas:
- E.E.M Plácido Aderaldo Castelo;
- E.E.F.M São Pedro;
- E.E.E.P Paulo Barbosa Leite.

O município conta ainda com várias escolas e creches municipais na sede, distritos e Zona Rural. As escolas e creches municipais da sede são:
- E.E.F Julita Farias;
- E.I.F Frei Damião;
- E.I.E.F Arara Azul;
- E.E.F Paulo Barbosa Leite;
- E.I.E.F Maria Floscoelli Machado Lacerda;
- E.I.E.F Raimundo Bezerra Lima;
- E.E.I Emília Militão;
- E.E.I Nossa Senhora do Carmo;
- E.E.I. Padre Augusto;
- E.E.I. Raimundo Gonçalo de Aquino;
- E.E.F. Raimundo Gomes.

Os educandários particulares do município são:
- Educandário Alegria de Saber;
- E.I.E.F Menino Jesus;
- E.I.E.F Vieira Rafael.

## Cultura
Os principais eventos culturais são:
- Festa do Padroeiro São Pedro (20 a 29 de junho)
- Festa de Emancipação Política (18 de agosto) - Cavalgada (Dia 19 de agosto)